# هوریو تادائوجی
هوریو تادائوجی (انگلیسی: Horio Tadauji; ۱ ژانویهٔ ۱۵۷۸ – ۲۸ اوت ۱۶۰۴) پسر هوریو یوشی‌هارو، سامورایی و دایمیو در دوره آزوچی-مومویاما اهل ژاپن بود.